# Titularbistum Rusubbicari
Rusubbicari ist ein Titularbistum der römisch-katholischen Kirche.
Es geht zurück auf ein früheres Bistum in der spätantiken römischen Provinz Mauretania Sitifensis  im heutigen nördlichen Algerien.
| Titularbischöfe von Rusubbicari |                                           |                                                                                           |                   |               |
| Nr.                             | Name                                      | Amt                                                                                       | von               | bis           |
| 1                               | José da Silva Chaves                      | Weihbischof in Uruaçu (Brasilien)                                                         | 29. November 1967 | 14. Mai 1976  |
| 2                               | Victor León Esteban San Miguel y Erce OCD | Apostolischer Vikar von Kuwait (Kuwait)                                                   | 31. Mai 1976      | 4. April 1995 |
| 3                               | Douglas William Young SVD                 | Weihbischof in Mount Hagen (Papua-Neuguinea)                                              | 14. April 2000    | 17. Juli 2006 |
| 4                               | Sergio Osvaldo Buenanueva                 | Weihbischof in Mendoza (Argentinien)                                                      | 16. Juli 2008     | 31. Mai 2013  |
| 5                               | Jose Puthenveettil                        | Weihbischof im syro-malabarischen Großerzbistum Ernakulam-Angamaly und Faridabad (Indien) | 23. August 2013   |               |